# Pfänder
El monte Pfänder de 1062 m sobre el nivel del mar pertenece a los Alpes de Allgäu y se encuentra en el extremo oriental del Lago de Constanza. Se considera la "montaña local" de Bregenz, pero se encuentra en gran parte dentro del municipio de Lochau. Con su vista única del Lago Constanza y sus 240 picos alpinos, es el mirador más famoso de la región. 

## Geografía
Cuando el tiempo está despejado, la vista panorámica sobre cuatro países (Austria, Alemania, Suiza, Liechtenstein) se extiende desde los Alpes de Allgäu y Lechtal en el este a lo largo del Bregenzerwald, las empinadas cumbres de la región de Arlberg y de la Silvretta, y más allá sobre el Rätikon, hasta llegar a los montes suizos y a las estribaciones de la Selva Negra en el oeste. A sus pies se encuentra el Lago de Constanza, enmarcado por el Valle del Rin y las colinas de la Alta Suabia. La diferencia de altitud desde el Lago de Constanza hasta la cima es de 667 metros.
Debajo de la cima hay un parque de animales autóctonos, el Alpenwildpark Pfänder, en el cual se pueden observar cabras montesas, jabalíes y ciervos, así como una estación de águilas donde se realizan demostraciones de aves rapaces entre mayo y octubre. Para visitantes y excursionistas hay una densa red de senderos y un teleférico. En invierno hay dos remontes para los esquiadores. Desde Eichenberg y Lochau hay una estrecha carretera de un solo carril que conduce a la estación de montaña y al restaurante de la cima. Hay varias posadas y alojamiento privado a lo largo de las carreteras.
Cerca de la cumbre se encuentra la emisora de radio y televisión Pfänder de la Corporación Austriaca de Radiodifusión. Un armazón de acero de 94,7 metros de altura, construido en 1958, sirve como torre de transmisión.

## Rutas de senderismo y de peregrinación

### Caminata de tres montañas de mil metros
Estación de montaña Pfänder (1022 m) - Pfänderspitze (1062 m) - Hub - Hirschberg (1095 m) - Dirección Jungholz - Trögen - Hochberg (1069 m) - Schüssellehen - Letze - Sendero de altura hasta la estación de montaña (19 kilómetros, tiempo de caminata alrededor de 5 horas)

### Ruta de senderismo de queso
Estación de montaña Pfänder (1022 m) - Moosegg - Entrada por la ruta educativa de los quesos con paneles informativos, posible visita de la quesería - Trögen - Hochberg (1069 m) - Schüssellehen - Lutzenreute - El pueblo de Eichenberg - Pfänder (tiempo de caminata entre 3 y 4½ horas)

### Camino de Santiago
El Jakobsweg (Camino de Santiago), que va de Munich a Einsiedeln en Suiza, atraviesa el Pfänder. En Möggers el peregrino cruza la frontera austriaca, saliendo de Vorarlberg por Lustenau en dirección a Widnau en la comuna de San Galo.

## Transporte
A principios del siglo XX se proyectaba construir un ferrocarril de cremallera a vapor o eléctrico en el Pfänder. 
En 1927, la empresa Adolf Bleichert & Co. construyó un teleférico desde Bregenz hasta la cresta de la cima y desde entonces lo ha renovado varias veces. La estación del valle del conocido teleférico Pfänderbahn está situada a 419 m sobre el nivel del mar, la estación de montaña a 1022 m sobre el nivel del mar.
En 1973, con el fin de reducir el punto de estrangulamiento entre Pfänder y el Lago de Constanza, se planificó un túnel desde el norte, cerca de la frontera con Alemania, hacia el sur a través del Pfänder. Entre 1975 y 1980 se llevó a cabo la construcción de un túnel. El túnel de la autopista Rheintal/Walgau (A14) recibió un segundo túnel entre 2007 y 2012.